# Chikkanahalli, Belur
Chikkanahalli là một làng thuộc tehsil Belur, huyện Hassan, bang Karnataka, Ấn Độ.